# Ultraleichtfluggelände Geilsheim

i7
i11
i13
Das Ultraleichtfluggelände Geilsheim ist ein Ultraleichtfluggelände im Gebiet des Gemeindeteils Geilsheim der Stadt Wassertrüdingen im Landkreis Ansbach in Bayern. Der Platzhalter und Betreiber ist der Turtelberg-Flieger Geilsheim e. V.

## Lage
Das Ultraleichtfluggelände liegt etwa 0,8 km südöstlich von Geilsheim.

## Flugbetrieb
Das Ultraleichtfluggelände besitzt eine Betriebsgenehmigung für Ultraleichtflugzeuge und Hängegleiter, die per Flugzeugschlepp mit Ultraleichtflugzeugen starten. Es dient dem Verkehr und Betrieb von Luftfahrzeugen des Platzhalters und mit dessen Zustimmung auch dem Verkehr und Betrieb von Luftfahrzeugen Dritter. Das Ultraleichtfluggelände ist mit einer 375 m langen und 20 m breiten Start- und Landebahn aus Gras (Richtung 09/27) ausgestattet. Es wurde am 23. Juni 2008 genehmigt.